# Sudado
El sudado de pescado es un plato típico  de la gastronomía peruana, aunque también se encuentra recogida en las cocinas de otros países latinoamericanos, como en Ecuador.

## Nombre
Se cree que el nombre sudado se debe a la forma de cocción del pescado, porque este suda al ser cocinado al vapor.

## En Perú
En Perú, es representativa de la ciudad de Chiclayo, en la costa norte, donde se utilizan pescados como mero, ojo de uva, o tollito mantequero; también se elaboran sudados en la costa sur y en Lima, la capital del país, donde se usa cojinova, chita, corvina o lorna. También se utilizan cangrejos o bivalbos, como las palabritas. A pesar de ser parte de la cocina tradicional, tuvo un renacimiento en la década de 1980 por cocineros nikkei.

### Descripción
El sudado consiste en un aderezo de ajo, cebolla, cilantro, tomate y ají amarillo, donde se cocina pescado. Según la zona donde se prepare se suele añadir chicha de jora (en la costa norte) o vino o pisco (en la costa sur). Se sirve acompañado de yuca cocida.